# Champsodon
Famille
Genre
Champsodon est un genre de poissons de l'ordre des Acropomatiformes. Il est l'unique représentant de la famille des Champsodontidae. Il présent dans les Océans Indien et Pacifique.

## Liste des espèces
Selon World Register of Marine Species (18 mars 2024) :
- Champsodon atridorsalis Ochiai & Nakamura, 1964
- Champsodon capensis Regan, 1908
- Champsodon fimbriatus Gilbert, 1905
- Champsodon guentheri Regan, 1908
- Champsodon longipinnis Matsubara & Amaoka, 1964
- Champsodon machaeratus Nemeth, 1994
- Champsodon nudivittis (Ogilby, 1895)
- Champsodon omanensis Regan, 1908
- Champsodon pantolepis Nemeth, 1994
- Champsodon sagittus Nemeth, 1994
- Champsodon sechellensis Regan, 1908
- Champsodon snyderi Franz, 1910
- Champsodon vorax Günther, 1867

## Systématique
Le nom valide complet (avec auteur) de ce taxon est Champsodon Günther, 1867.
Champsodon a pour synonyme :
- Centropercis Ogilby, 1895

## Publication originale
- Günther, A. (1867). Descriptions of some new or little-known species of fishes in the collection of the British Museum. Proceedings of the Zoological Society of London 1867. (pt 1) (art. 2): 99-104, Pl. 10.